# Poa moabitica
Poa moabitica är en gräsart som beskrevs av Norman Loftus Bor. Poa moabitica ingår i släktet gröen, och familjen gräs. Inga underarter finns listade i Catalogue of Life.